# ایاد ریماوی
ایاد ریماوی (متولد ۲۲ ژانویه ۱۹۷۳)، آهنگساز، ترانه‌سرا و تهیه‌کننده سوری است. او بیشتر به خاطر موسیقی متن چندین سریال تلویزیونی مانند نادم و پدرخوانده شناخته شده است.

## اوایل زندگی و حرفه
ریماوی در دمشق سوریه به دنیا آمد و بزرگ شد و از دانشکده مهندسی مکانیک دانشگاه دمشق فارغ‌التحصیل شد. او نواختن گیتار را از ۱۲ سالگی شروع کرد و در ۱۴ سالگی شروع به ساخت موسیقی خود کرد. او در حین تحصیل چند گروه موسیقی تشکیل داده است که در ژانرهای فولک، پاپ، راک و شرقی فعالیت می‌کردند.
در سال ۱۹۹۵، با همکاری پنج نوازنده، گروه «کلنا سواً» را تشکیل داد، گروهی مستقر در دمشق که در سال ۲۰۰۰ قرارداد ضبط را با موسیقی ای‌ام‌آی امضا کرد.گروه کلنا سوا در طول پروژه فرهنگ برای صلح در شهرهای مختلفی از جمله دمشق، حلب، امان، بیروت، دوبی، کویت، مراکش و همچنین در ۲۰ ایالت آمریکا به اجرای کنسرت پرداخت. این گروه در سال ۲۰۰۵ موفق به دریافت جایزه صلح از سازمان ملل متحد شد. ایاد ریماوی ترانه‌سرای بیشتر آهنگ‌های گروه و همچنین تهیه‌کننده اصلی آلبوم‌های آنها بود که شامل:
- ایستگاه رادیویی کلنا سوا (Kulna Sawa Radio Station) (سال ۲۰۰۹)،
- موزائیک (Musaique) (سال ۲۰۰۴)،
- چیز جدید (Shi Jdeed - New Stuff) (سال ۱۹۹۹)،
- و کشتی نوح (Safinet Noh - Noah's Arc) (سال ۱۹۹۸) می‌شوند.[۸][۹][۶][۱۰]

در سال ۲۰۰۱، ریماوی استودیوی ضبط خود را تأسیس کرد و در آنجا آهنگسازی و تولید موسیقی متن سریال‌های تلویزیونی سوریه و عربی را ساخت. در سال ۲۰۱۲، ریماوی به عنوان اولین هنرمند عرب قرارداد امضا کرد که با سونی موزیک قرارداد ضبط امضا کرد. اولین آلبوم او به نام قصه‌هایی از دمشق در سال ۲۰۱۲ منتشر شد که تلفیقی از آهنگ‌های منتخب او بود، این آلبوم رتبه دوم را در جدول فروشگاه‌های بزرگ ویرجین خاورمیانه کسب کرد. در سال ۲۰۱۶، ریماوی دومین آلبوم خود را با نام سکوت در سوریه منتشر کرد که به رتبه اول در جدول مگا استورهای ویرجین خاورمیانه رسید و به مدت ۳ ماه باقی ماند. او در سال ۲۰۱۸ سومین آلبوم انفرادی خود را با نام دمشق اکنون منتشر کرد، این آلبوم در دوران سختی و جنگ در سوریه تولید شد که در موسیقی او نیز نمود پیدا کرده است.

### تورها
ایاد در سال ۲۰۰۴ با گروه خود به نام کلنا سوا که از شهرستان پرنس جورج، مریلند از طریق یک تور دوستی موسیقایی بازدید کرد، تور خارج از شهر خود، سوریه را آغاز کرد. در سال ۲۰۱۷، ریماوی از سه شهر بزرگ سوریه، دمشق، حلب و لاذقیه بازدید کرد. در سال ۲۰۱۸، او اولین نوازنده عرب است که در مرکز تجارت جهانی دبی، بزرگ‌ترین سالن سرپوشیده در خاورمیانه اجرا می‌کند. این کنسرت با عنوان "نامه‌های عاشقانه از دمشق ۲۰۱۸" برگزار شد. او سپس با «نامه‌های عاشقانه از دمشق ۲۰۲۱» که دو روز بود و در اپرای دبی اجرا کرد، به دبی بازگشت.